# Neoaulocystis grayi
Neoaulocystis grayi is een sponssoort in de taxonomische indeling van de glassponzen (Hexactinellida). De spons leeft diep in zee. Het skelet van de spons bestaat uit spicula van kiezel.
De spons behoort tot het geslacht Neoaulocystis en behoort tot de familie Aulocystidae. De wetenschappelijke naam van de soort werd voor het eerst geldig gepubliceerd in 1869 door Bowerbank.